# آن مرد، این مرد
آن مرد، این مرد (به تامیلی: Avan Ivan) و (به انگلیسی: That man, this man) فیلمی هندی محصول سال ۲۰۱۱ و به کارگردانی بالا است. در این فیلم بازیگرانی همچون ویشال، آریا، جی. ام کومار، رادها کریشنان، مادو شالینی، جانانی، آمبیکا، سوریا و بالا ایفای نقش کرده‌اند.